# Orlando Monello
Orlando Monello (São Paulo, c. 1918 – São Paulo, 3 de julho de 2009) foi um poeta e compositor brasileiro, com inúmeras composições gravadas pelos intérpretes do samba e MPB como, Nelson Gonçalves, Rubens Peniche, Wilson Roberto, Oswaldo França, entre outros.
Sua parceria mais profícua foi com o cantor Francisco Alves (1898–1952), durante a década de 1950.